# ذنبية كرولكوف
ذَنَبِيَّة كرولكوف أو ذَنَبَان كرولكوف هو نوع من النباتات المزهرة من جنس الذنبية في الفصيلة البروقية